# Stănilești
Stănilești est une commune roumaine située dans le județ de Vaslui.